# 韓進インターナショナル ジャパン
韓進インターナショナル ジャパン（ハンジンインターナショナル ジャパン、英: Hanjin International Japan; 韓: 한진인터내셔널）は、大韓民国（韓国）の韓進グループの企業である（株）大韓航空、（株）ジンエアー、（株）韓進の3社出資による、日本の現地法人。
韓進グループの大韓航空関連会社として、1993年6月に設立され、主に全国の各地域・空港で航空機のハンドリングを行っている。

## 事業概要
- 空港旅客サービス[4]
  - 搭乗手続業務
  - ラウンジ業務
  - 搭乗ゲート業務
  - 到着サービス業務
  - ロードコントロール（搭乗管理）業務
- 航空貨物[5]
  - 輸出業務
  - 輸入業務
- 航空券予約・発券[6]
  - 予約業務
  - 発券業務
- 人材派遣[7]

## 事業拠点
- 本社（東京都港区芝3-4-15 東京KALビル）
- 成田空港事業部
- 関西空港事業部
- 中部空港事業部
- 福岡空港事業部（福岡空港、北九州空港）
- サービスセンター（大阪）
- 東京貨物運送事業部
- 大阪貨物運送事業部
- 派遣事業部
  - 札幌（新千歳空港）
  - 青森
  - 新潟
  - 東京（羽田空港）
  - 名古屋
  - 大阪
  - 金沢（小松空港）
  - 岡山
  - 福岡
  - 鹿児島
  - 沖縄

出典：